# Szátok
Szátok es un pueblo ubicado en el condado de Nógrád, Hungría.

## Superficie
Posee una superficie de 8,95 kilómetros cuadrados.

## Demografía
Hasta 2021 la población era de 572 habitantes, con una densidad de población de 63,91 habitantes por kilómetro cuadrado.